# Ca n'Orra
Ca n'Orra, o Can Norra, és una masia de Sant Boi de Lluçanès (Osona), inclosa a l'Inventari del Patrimoni Arquitectònic Català.

## Descripció
Aquest mas es tracta d'un gran edifici de planta rectangular i teulat a doble vessant al qual s'han adossat diverses construccions que amplien l'habitatge, les corts o bé serveis complementaris com la capella. El cos central de la casa té planta baixa, pis i golfes, presenta la façana ordenada amb tres obertures a cada pis. A l'esquerra de la façana hi ha un cos rectangular amb una galeria porxada amb arcs carpanells i barana de maons en losange. Adossat a la façana dreta s'amplia la planta baixa i es crea una terrassa a l'altura del primer pis. A la part del darrere de la casa hi ha construccions annexes que eren utilitzades com a corts o masoveria i la capella.
La capella barroca de la Mare de Déu de la Concepció és d'una sola nau construïda amb murs de pedres irregulars, morter i amb carreus ben tallats a les cantonades de l'edifici. La façana principal fa cantonada amb la part del darrere de la masia i presenta la part superior ondulada culminada amb una petita espadanya fragmentada. A la part dreta de la nau hi ha adossat un cos rectangular que havia estat sagristia i que ara també s'hi pot accedir des de l'exterior.
La porta està formada per una arcada rebaixada monolítica i muntants de carreus ben tallats. A la part central de la façana hi ha un ull de bou rodó.
D'aquesta capella prové la imatge de la Puríssima Concepció que es troba al Mas Bertrana de Santa Maria de Corcó.
La pallissa és un edifici de planta rectangular allargada que ha estat molt modificada. Sols conserva la part baixa del mur de l'antiga construcció. A la façana principal es conserva una gran arcada que era l'entrada a la pallissa. Amb aquestes restes es va reedificar una nova pallissa cobrint l'espai amb teulat a doble vessant aguantat amb pilars de maons que sostenen bigues de fusta.

## Història
L'estructura de la construcció de la casa és del segle xviii i les reformes que s'han fet posteriorment estan documentades a la font del costat dret de la porta amb una inscripció: "RAMON OBRA GJL DE 1905".
A l'arc de pedra que forma la porta d'entrada a la capella hi ha la data de 1858.
En el cas de les pallisses, les diferents fases constructives de l'actual edifici són clarament diferenciades donat el diferent aspecte que presenten els dos sistemes de construcció de pallisses. La primera era una construcció tancada als quatre vents amb obertures possiblement sols a la façana principal, on es conserva l'arcada. La cobertura amb un teulat amb pilars de maó és molt posterior.